# Forum (római)
A fórum  (latin: forum, "nyilvános hely a szabadban") az ókori Róma városaiban, municipiumaiban található nyilvános tér, amely az ókori római élet középpontja volt.

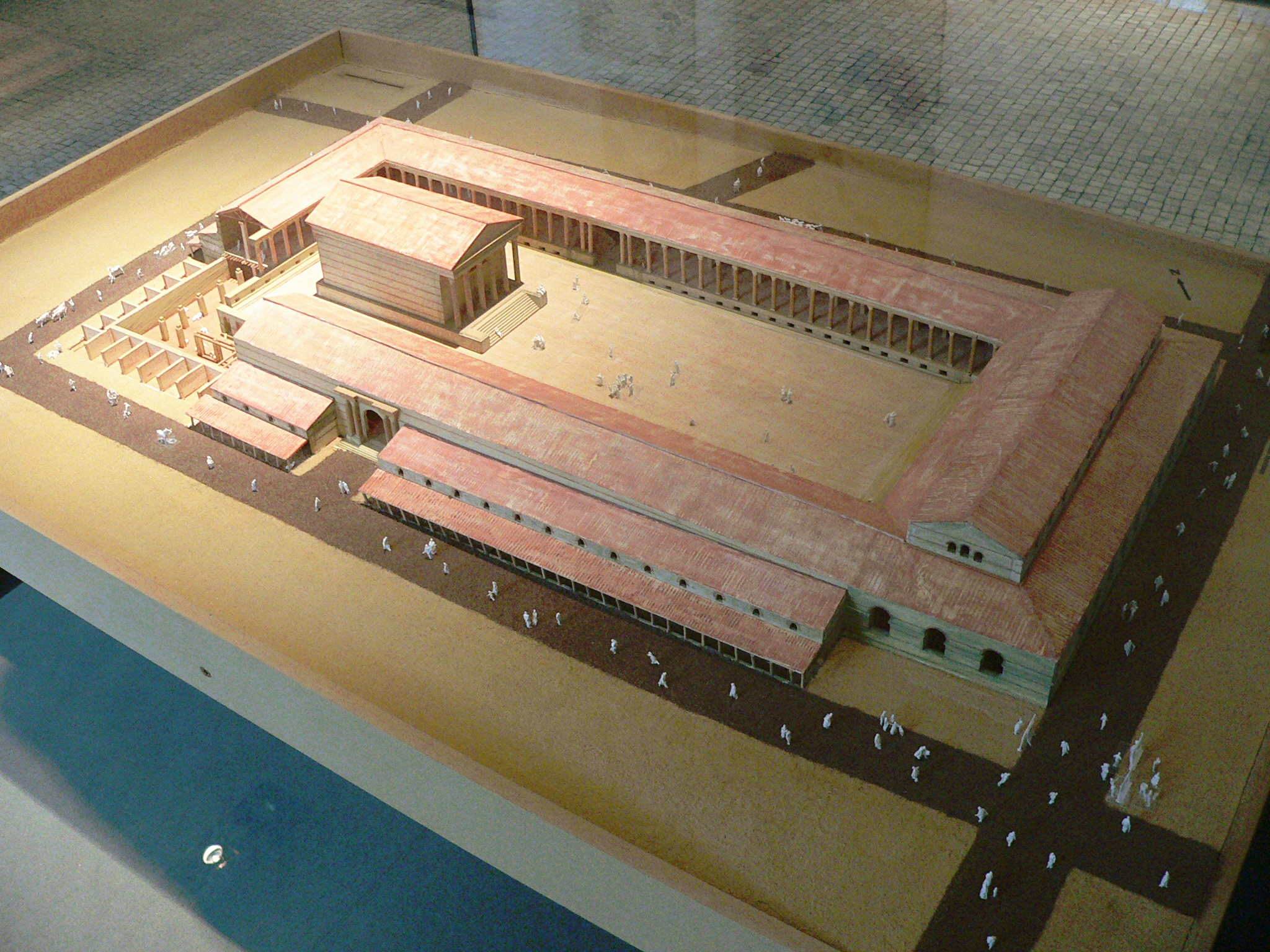
Lutécia (ókori Párizs) fórumának makettje

## Funkció
Eredetileg az első római fórumok piacterek voltak, ahova a környékbeli gazdák érkeztek, hogy termékeiket közvetlenül a lakosoknak adják el. Róma városának demográfiai fejlődésével a közvetlen kiskereskedelmi értékesítés átadta a helyét a nagykereskedelemnek, és megjelentek a közvetítők, akik a gazdálkodóktól megvásárolták a termékeket, hogy tovább értékesítve azokat hasznot szerezzenek.
A növekvő kereslet miatt a fórumok megszaporodtak és specializálódtak. Nevüket végül az ott értékesített termékekről kapták.
A fórumok másodlagosan többféle célt szolgáltak, többek között társadalmi találkozási helyszíneként. Itt folytak le a római közélet legfőbb eseményei: gyűlések, törvénykezések, állami és magánügyletek, pénzügyletek, továbbá a kereskedés és a vásár.
Elsődleges piactéri funkciója mellett a római fórum nagy társadalmi jelentőségű hellyé vált, ahol minden társadalmi csoportból találkoztak az emberek. Az ott koncentrálódó tevékenységek már nem korlátozódnak a kis- és nagykereskedelemre, hanem minden köztevékenységet érintettek: gazdasági, igazságügyi, politikai, pénzügyi és vallási. 
Rómában a fórumok különféle kategóriákra oszlottak. Például:
- törvénykezés tere (forum civile)
- kereskedelem tere (forum venale)
- marhavásár (forum boarium)
- zöldségpiac (holitorium)
- hal-, hús-, sertéspiac (piscarium, macellum, suarium) stb.

A legismertebb ránk maradt ókori fórum Rómában a Forum Romanum. A korai időkben északi és déli oldalán árusok bódéi húzódtak, később pompás középületek övezték mind a négy oldalán.
Idővel Rómában létrejöttek a birodalmi (vagy császári) fórumok (latinul Fora Imperatorum) az olyan nagy terek csoportja, amelyek a Forum Romanum kiterjesztései  és attól északkeletre, az ókori Róma szívében találhatók. Ezek a fórumok voltak a Római Birodalom politikai, vallási és gazdasági központjai. Építésük csaknem két évszázadot ölel fel (i. e. 54 és i. sz. 113 között).
Így napjainkban ismert Caesar fóruma, Augustus fóruma, Vespasianus fóruma, Traianus fóruma. 
Sok fórumot távoli helyeken, egy út mentén építettek, és saját nevük volt. Ezekről településeket is elneveztek, így például Forum Popili vagy Forum Livi. 

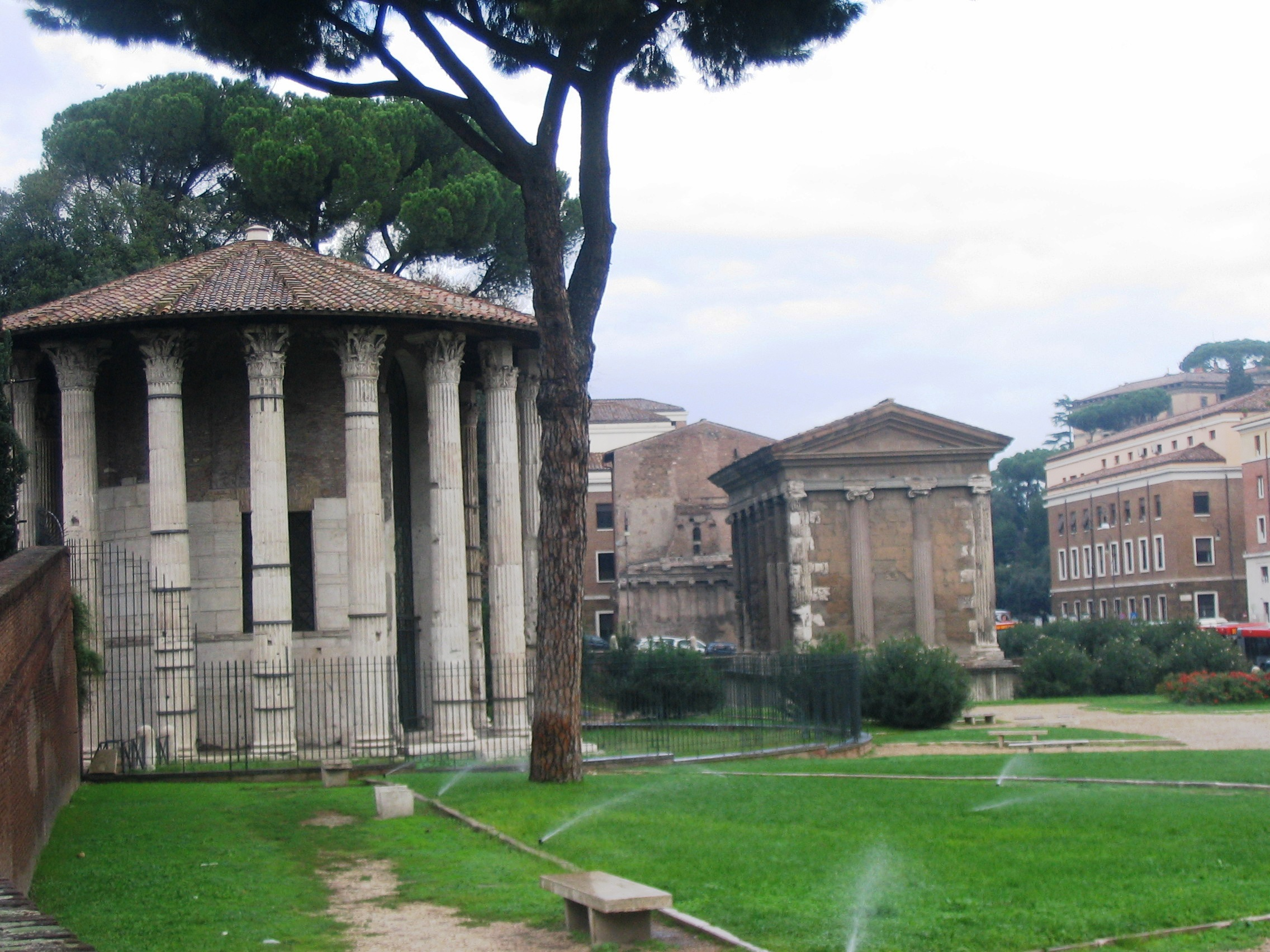
Forum Boarium Hercules  és Portunus templomával, Róma
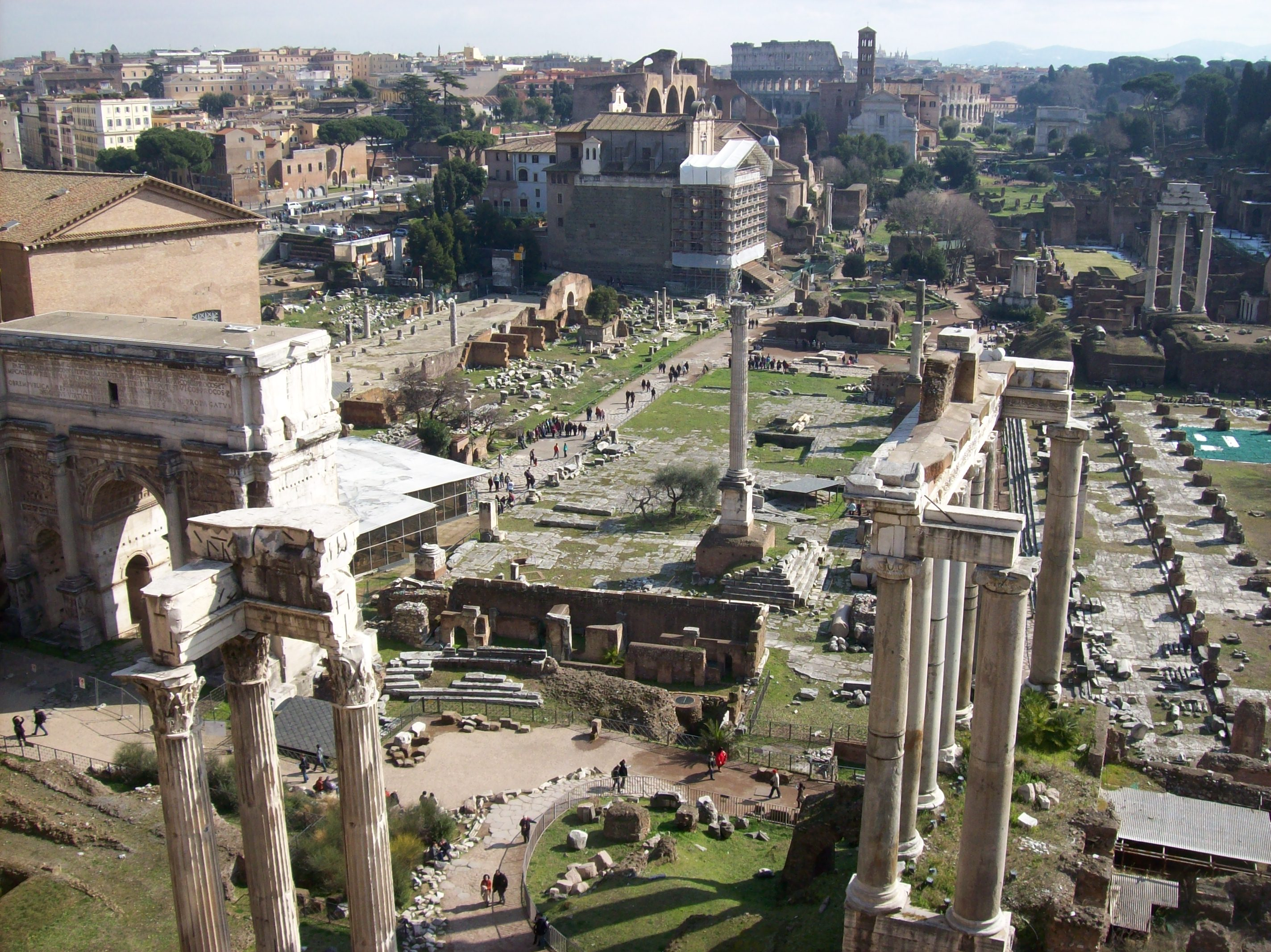
A Forum Romanum romjai
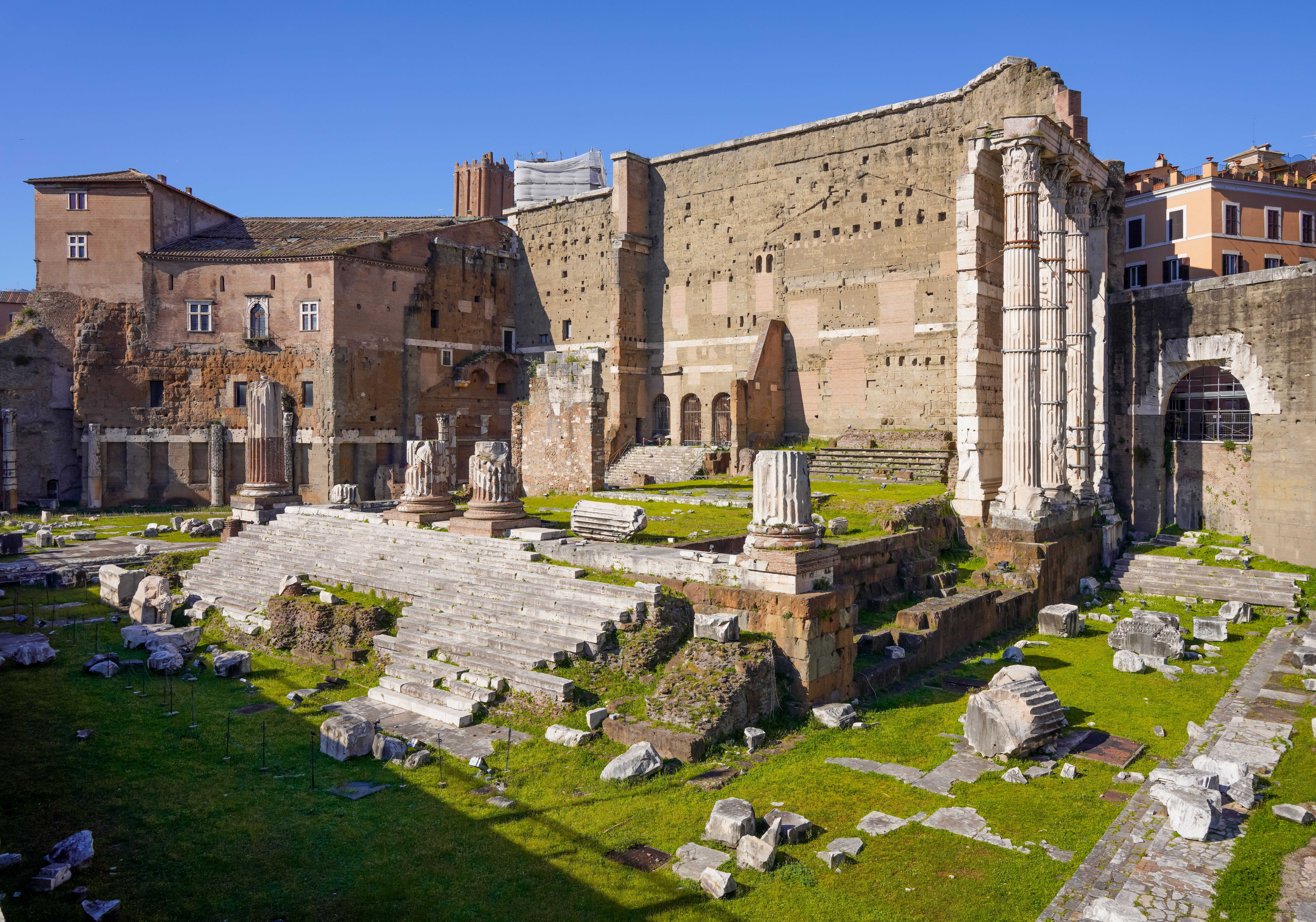
Augustus fóruma a Mars Ultor templom romjaival
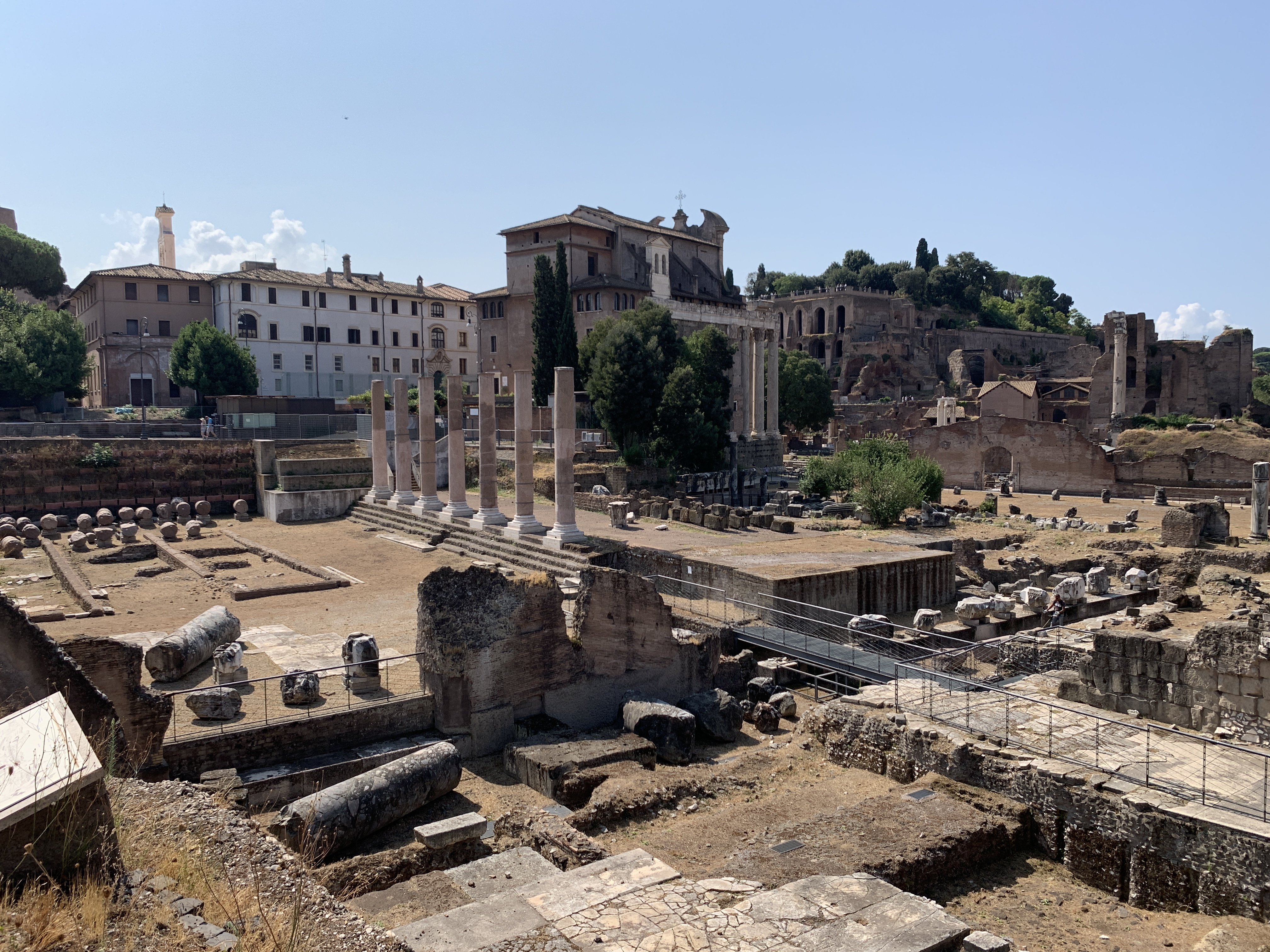
Vespasianus fórumának romjai